# Hubert Klein von Wisenberg
Hubert Klein svobodný pán von Wisenberg, též Hubert II. Klein, někdy uváděn jako von Wiesenberg (24. října 1848 Praha – 6. října 1911 Sobotín), byl rakouský šlechtic z rodiny Kleinů, statkář a politik německé národnosti z Moravy, na přelomu 19. a 20. století poslanec Říšské rady.

## Biografie
Působil jako velkostatkář v Loučné nad Desnou. Patřily mu velkostatky Kostelec, Žádovice a Skalka. Pocházel z vlivné rodiny Kleinů. Jeho otec Albert Klein von Wisenberg byl podnikatelem a politikem.
V roce 1883 se oženil s Julií Pillersdorfovou (1859–1919), dcerou slezského zemského prezidenta Hermanna Pillersdorfa. Měli spolu jedinou dceru Marii (1884–1913), provdanou za Rudolfa Evžena Vratislava z Mitrovic (1874–1914).
Dlouhodobě zasedal jako zemský poslanec. V doplňovacích volbách 8. července 1879 byl zvolen na Moravský zemský sněm za kurii velkostatkářskou, II. sbor. Mandát obhájil v zemských volbách roku 1884, zemských volbách roku 1890, zemských volbách roku 1896, zemských volbách roku 1902 a zemských volbách roku 1906.
Byl i poslancem Říšské rady (celostátního parlamentu Předlitavska), kam usedl v doplňovacích volbách roku 1891 za kurii velkostatkářskou na Moravě. Nastoupil Felixe Vettera z Lilie, který odešel do Panské sněmovny. Slib složil 20. května 1891. Mandát obhájil ve volbách roku 1897 a volbách roku 1901. Ve volebním období 1891–1897 se uvádí jako baron Dr. Hubert Klein von Wisenberg, statkář, bytem Vídeň.
V roce 1891 se uvádí politickou orientací jako německý liberál. Po svém zvolení byl na Říšské radě přijat do klubu Sjednocené německé levice, do kterého se spojilo několik ústavověrných (liberálně a centralisticky orientovaných) proudů. Po volbách roku 1897 se uvádí coby ústavověrný velkostatkář (tzv. Strana ústavověrného velkostatku). Po volbách roku 1901 je evidován jako kompromisní ústavověrný kandidát.
Zemřel v říjnu 1911.